# Herbert Hensel
Herbert Hensel (eigentlich Herbert Janiczek, * 2. September 1920 in Prag; † 19. Januar 1983 in Marburg) war ein deutscher Physiologe, der in Heidelberg und ab 1955 in Marburg arbeitete.

## Leben
Er war der Sohn des Musikerziehers und Liederkomponisten Walther Hensel (eigentlich Julius Janiczek) und der Konzertsängerin Frau Olga Janiczek (geborene Pokorny). Die Familie nahm später den Namen Hensel an.
Hensel besuchte von 1927 bis 1939 die Freie Waldorfschule Stuttgart und absolvierte dort sein Abitur. Von 1939 bis 1945 leistete er Kriegsdienst in der Wehrmacht und geriet in Kriegsgefangenschaft. Zeitweise war ihm allerdings ein Studium der Medizin an den Universitäten Erlangen, Tübingen, Straßburg sowie an der Universität Heidelberg möglich. Am 18. März 1945 bestand er das Medizinische Staatsexamen. Von 1946 bis 1948 wirkte er als wissenschaftlicher Assistent am Physiologischen Institut der Universität Heidelberg. Dort erfolgte am 15. Februar 1947 seine Promotion zum Dr. med. In den Jahren 1949 und 1950 war er Dozent an der Königlichen Veterinärhochschule in Stockholm. In Heidelberg habilitierte er sich am 23. Juni 1949 und erhielt die Venia legendi im Fach Physiologie.
Hensel war Ordinarius für Physiologie an der Philipps-Universität Marburg, 1965/66 auch deren Rektor. Zuvor amtierte er 1964/1965 als Dekan der medizinischen Fakultät. Er baute mit Gunther Hildebrandt in Marburg den Sonderforschungsbereich „Adaptation und Rehabilitation“ auf. Er war Vorsitzender des deutschen Zweigs der Internationalen Gesellschaft für Biometeorologie und seit 1974 auch Vizepräsident der Internationalen Gesellschaft (International Society of Biometeorology). Seit 1971 war er Mitglied der Leopoldina. Er war beteiligt an der Konzeption der Universität Witten/Herdecke und in deren Vorgängerorganisation „freie europäische Akademie der Wissenschaften“.
Er war tätig im Bereich der Physiologie der Temperaturregulation und der Herz-Kreislauf-Forschung. Ein Hauptteil seiner Arbeit war der Sinnesphysiologie gewidmet, insbesondere der Erforschung des Wärmesinnes, worauf sich seine internationale Reputation gründete. Er erhielt verschiedene Auszeichnungen und Preise, unter anderem 1954 den Adolf-Fick-Preis, 1961 den Feldberg-Preis und 1974 die Camillo Golgi medal.
Die Sinnesphysiologie war für ihn ein Eintrittstor in das weitere Feld der Phänomene der Sinneswahrnehmung, die er als eigenständiges Gebiet der Naturwissenschaft ansah und als geeignet, neue Grundlagen für epistemologisches Denken zu bilden.

„Wer sich mit der Wahrnehmung des Menschen befaßt, wird in einen Bereich geführt, der vor und zwischen allen positiven Wissenschaften liegt. Die Sinneslehre als autonome Wissenschaft ist ein Niemandsland zwischen den etablierten Disziplinen. Gerade dadurch ist sie berufen, bei einer Neubesinnung auf die Grundlagen der Wissenschaften mitzuwirken und neue Erkenntniswege zu bahnen.“

Bezüge zu den Grundlagen einer phänomenologischen Wissenschaft der Sinneswahrnehmung, fanden sich unter anderem bei Husserl, Rudolf Steiner (siehe auch Sinneslehre Rudolf Steiners), Viktor von Weizsäcker oder Goethe als Naturforscher.

„Die Bedeutung der Anthroposophie für die empirischen Wissenschaften liegt vor allem darin, daß sie Anregungen gibt und neue Fragestellungen aufwirft, die dann von der empirischen Forschung aufgegriffen und selbstständig bearbeitet werden können. Das bedeutet keine Beschränkung der geistigen Freiheit des Forschers, da er die Antworten auf die Fragen durch eigene Arbeit finden muß. Im Gegensatz dazu steht die unter anthroposophischen Wissenschaftlern weitverbreitete Methode, gewisse Aussagen der Anthroposophie a priori als absolute Wahrheit zu setzen und diese dann durch Zusammensuchen bekannter Tatsachen aus der wissenschaftlichen Literatur zu stützen. Abgesehen davon, daß dabei nichts Neues herauskommt, geht diese Methode an der Wahrheitsfrage vorbei und schadet sowohl der Anthroposophie wie der empirischen Wissenschaft.“

Er litt an einem Nierenleiden, das zu Beginn der 1980er Jahre zunehmend schwerer wurde und ihn zum Dialysepatienten machte.

## Werke
- mit Herbert Precht, Jes Christophersen und Walter Larcher: Temperature and Life. Springer, Berlin/Heidelberg 1973, ISBN 3-642-65710-9, doi:10.1007/978-3-642-65708-5 (Originaltitel: Temperatur und Leben.).
- Thermal sensations and thermoreceptors in man. A monograph in the Bannerstone Division of American lectures in living chemistry (= American lecture series. Band 1056). Thomas, Springfield, Ill. 1982, ISBN 0-398-04698-0.
- mit J. Bligh, K. Voigt, H. A. Braun, K. Brück, G. Heldmaier (Hrsg.): Thermoreception and Temperature Regulation. Springer, 1990, ISBN 3-642-75076-1.
- Allgemeine Sinnesphysiologie: Hautsinne, Geschmack, Geruch (= Lehrbuch der Physiologie). Springer, 1966, OCLC 1027292.
- Die Naturheilkunde und die moderne Wissenschaft (= Weleda Schriftenreihe. Band 10). Weleda, Arlesheim 1977, OCLC 778744533.
- Die Sinneswahrnehmung des Menschen. Nach einem Referat auf dem 1. Symposium der Freien Europäischen Akademie der Wissenschaften am 25.11.1977 in Herdecke/Ruhr. In: Uwe Stave i. A. der Freien Europäischen Akademie der Wissenschaften (Hrsg.): Wissenschaft und Anthroposophie. Impulse für neue Wege der Forschung. Urachhaus Verlag, Stuttgart 1989, ISBN 3-87838-609-5, S. 45–69.
- mit Gunther Hildebrandt: Biological adaptation. International symposium Marburg/Lahn, 1981. G. Thieme, Stuttgart 1982, OCLC 636406984.